# Rožmitál pod Třemšínem (zámek)
Rožmitál (německy Rosenthal) je původem středověký blatný hrad přestavěný na zámek v Rožmitále pod Třemšínem v okrese Příbram. Hrad byl vystavěn na počátku 13. století Oldřichem z rodu Buziců. Do dnešní podoby renesančního zámku ho přestavěl v 16. století Florián Gryspek. Historicky sem přijížděli na letní pobyt pražští arcibiskupové. Od roku 1958 je chráněn jako kulturní památka. Zámek je v soukromém vlastnictví. Veřejnosti je částečně přístupný.

## Název
Název Rožmitál vznikl počeštěním z původního německého jména Rosenthal, což v překladu znamená údolí růží. Své jméno dostal podle tehdejší módy 13. století dávat hradům německá jména i přesto, že byla majorita obyvatel českého původu. Podle hradu se jmenuje šlechtický rod Pánů z Rožmitálu.

## Historie

Zámek na historické fotografii Adolfa Růžičky (cca 1890)

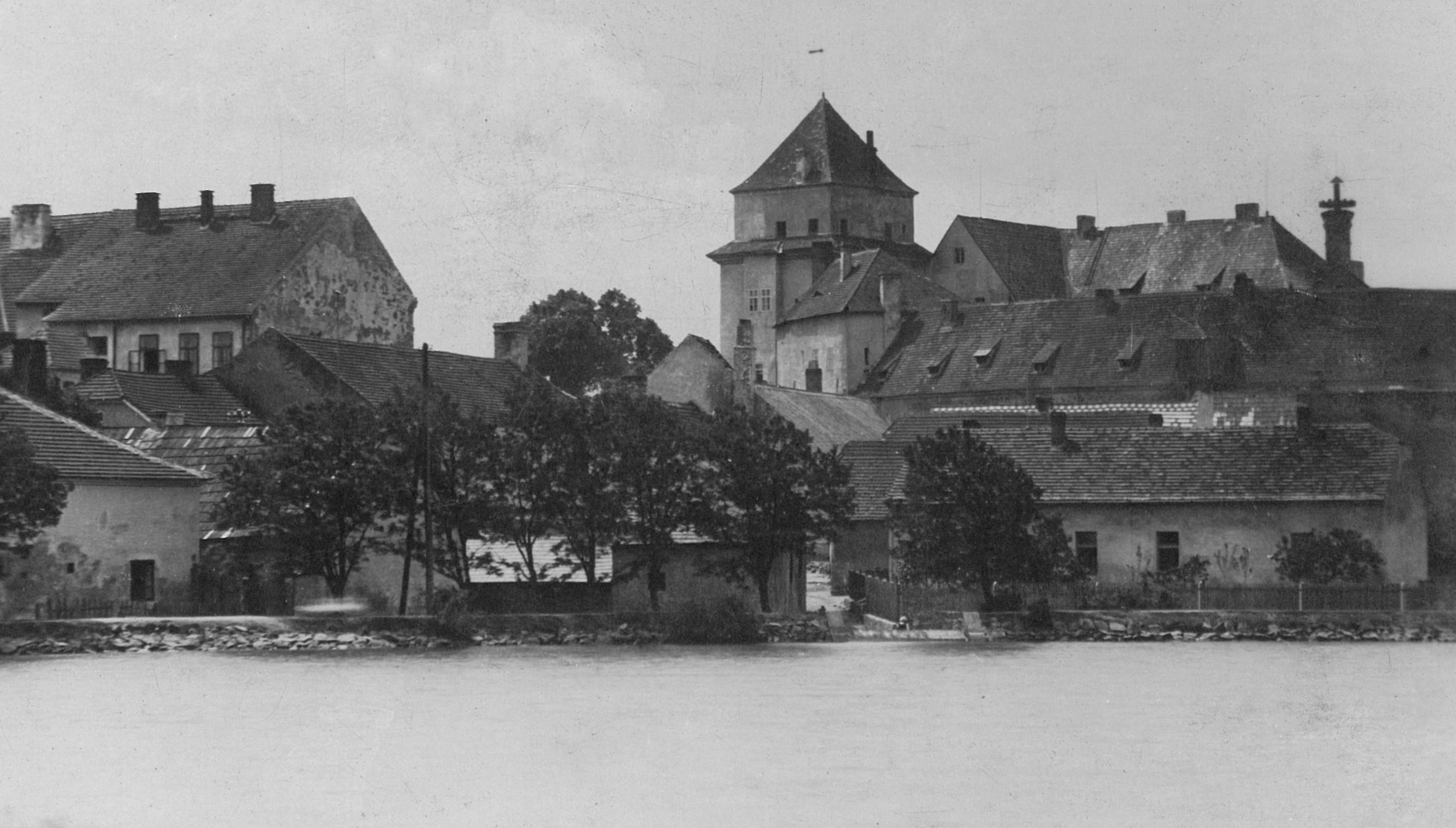
Zámek od Podzámeckého rybníka, kolem roku 1928

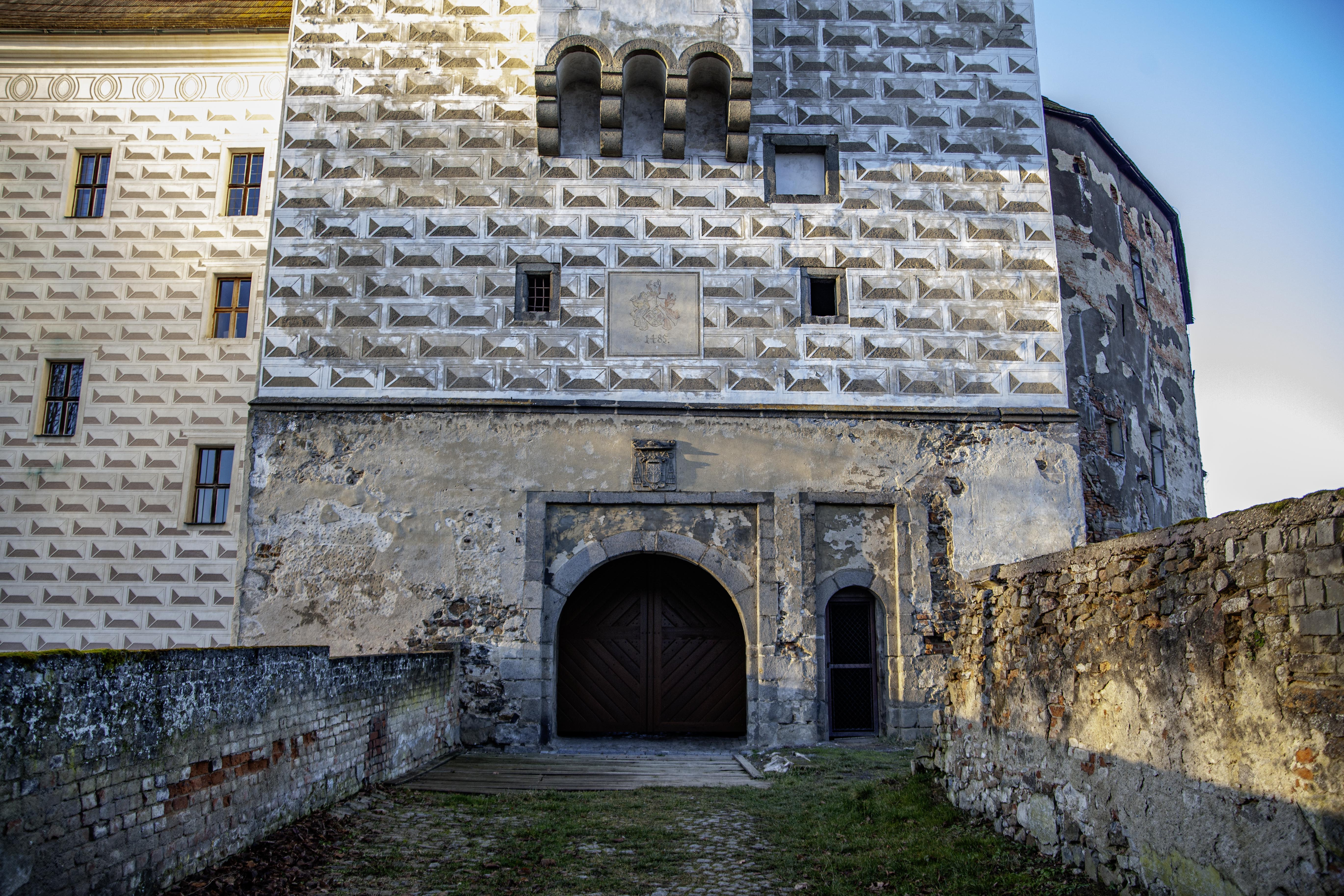
Vstup do zámku (2024)

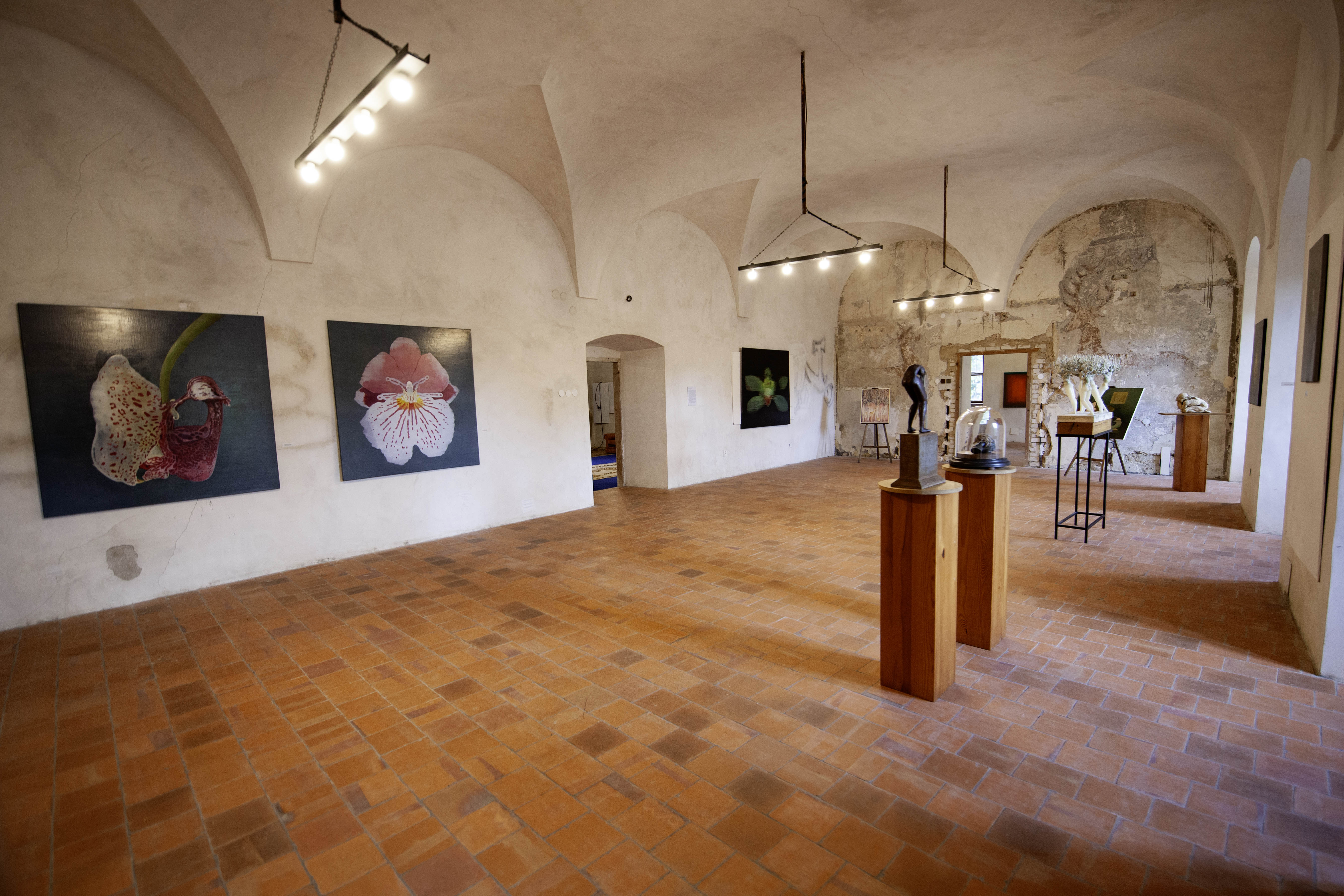
Gryspekovský palác, interiér (2024)

Hrad založil v polovině 13. století Oldřich z rodu Buziců, jako první začal používat přídomek „z Rožmitála“. Jeho příbuzný Sezima dal v roce 1347 polovinu hradu, městečka a všech vesnic Arcibiskupství pražskému. Toto rozdělení vlastnictví později vyvolalo neshody mezi Sezimovým bratrem Zdeňkem a arcibiskupem Arnoštem z Pardubic. Arcibiskupové vlastnili polovinu hradu až do začátku husitských válek.
V roce 1436 zastavil král Zikmund polovinu hradu patřící arcibiskupství bratřím Janovi a Václavovi Zmrzlíkům ze Svojšína za 2000 kop grošů. Od nich ji však ke své polovině, neznámo jak, znovu získali páni z Rožmitálu, čímž bylo vlastnictví opět sceleno a to až do roku 1545. Za Zdeňka Lva z Rožmitálu došlo k významným úpravám rožmitálského hradu, které položily základ k jeho přeměně na renesanční zámek. Zdeněk Lev z Rožmitálu žil nákladným životem, kterým se velmi zadlužil, proto po jeho smrti musel být všechen majetek včetně rožmitálského panství postoupen věřitelům. Synové Zdeňka Lva z Rožmitálu – Zdeněk, Jan a Adam po ztrátě rodového sídla odešli z Čech na Moravu, kde se stali dvořany biskupa Jana Dúbravia v Olomouci.
V letech 1550–1555 postupně vykoupil rožmitálské panství od věřitelů šlechtic bavorsko-rakouského původu Florián Gryspek, vysoký královský úředník, který hrad nechal v letech 1559–1564 přestavět ve stylu italské renesance. V této době vznikl dvoupatrový tzv. Velký či Gryspekovský palác, který vystoupil z původního oválu hradeb. Branská věž byla zvýšena o další dvě patra. Gryspek zde založil pivovar, pekárnu, sýpky a z nedalekého návrší u Voltuše nechal pomocí dřevěného potrubí přivést vodu do kašny na nádvoří. Městu vymohl nová privilegia jako právo pořádat trhy, vlastní magistrát a trestní právo. V držení Gryspeků zůstalo panství Rožmitál až do září 1622, kdy byl všechen jejich majetek zkonfiskován císařem Ferdinandem II. kvůli jejich účasti na stavovském povstání. O rok později zámek i panství dostal od krále darem pražský arcibiskup Arnošt Vojtěch hrabě z Harrachu. Král mu nařídil, aby obracel na katolickou víru zdejší vzpurné obyvatele. Za vlády Gryspeků v Rožmitále působili nekatoličtí faráři, a proto nebyly výsledky rekatolizace příliš úspěšné. V roce 1627 do Rožmitálu přijel císařský komisař pro reformaci Jan Přibík Jeníšek, který s jesuity a vojskem zadržovali osoby, které obraceli na katolickou víru v zámeckém žaláři, ovšem mnozí před nimi utíkali do lesů. Arcibiskup Arnošt z Harrachu sám neschvaloval násilnou rekatolizaci.
Když v roce 1660 zámek vyhořel, nechal ho Arnošt z Harrachu znovu opravit. Zámek však arcibiskupům sloužil pouze jako letní sídlo. Zámek následně vyhořel v roce 1724 a trvalo dalších čtyřicet let než ho nechal opravit arcibiskup Jan Mořic Gustav z Manderscheid-Blankenheimu. Tehdy byla věž snížena o jedno patro. Arcibiskup Vilém Florentin kníže Salm nechal v době svého působení (1793–1810) vybudovat zámeckou zahradu z původní bažiny. Zahrada v anglickém stylu byla od svého vzniku až do padesátých let 19. století přístupná veřejnosti. Arcibiskup Salm si Rožmitálsko oblíbil a těšil se i přízni místních obyvatel. Říkával, že by si přál zde být pochován. Když v roce 1810 zemřel v Hahnbachu, jeho tělo bylo během cesty do Prahy přes noc vystaveno v Rožmitále v kostele svatého Jana Nepomuckého na náměstí. Zde bylo prohlášeno, že bude arcibiskup v Rožmitále pohřben, ale z Prahy záhy přišel dopis, že pohřeb se musí uskutečnit v Praze. Lid ale tělo arcibiskupa nevydal a teprve až přivolaní vojáci z Březnice získali tělo arcibiskupa zpět. Rožmitálští rebelanti tak skončili s výpraskem na zámeckém nádvoří. Nejtvrdší trest stihl rychtáře Václava Stránského, který byl ze své pozice sesazen a společně s dalšími buřiči uvězněn ve vazbě v Praze.
Třetí požár zasáhl zámek 27. října 1813, kdy se požár rozšířil z několika hořících stodol. Opravy nebyly dostatečné a v roce 1893 stavební ředitel arcibiskupských panství hodnotil jeho stav jako velmi špatný a zanedbaný. Historik August Sedláček, který zámek navštívil na konci 19. století, konstatoval, že na zámku kromě kaple není nic zajímavého.
Počátkem 20. století arcibiskupství opravilo střechy a fasády, nechalo zavést vodovod a zastřešit ochoz na věži. Za druhé světové války byli v zámku ubytováni vojáci wehrmachtu. V roce 1940 v noci ze 4. na 5. března vyhořelo 2. patro Gryspekovského paláce. Ubytovaní němečtí vojáci, hojně přikládali do kamen až se vznítil zazděný trám v komíně. Opravy trvaly až do léta následujícího roku, kdy byl obnoven ochoz na věži a znovu obnovena branka pro pěší vedle hlavní brány, která byla zazděna po požáru v roce 1724. Na konci války byli v zámku vězněni němečtí vojáci a konfidenti gestapa.
V roce 1948 byl zámek znárodněn. Mobiliář zámku se částečně rozkradl už během války, co zbylo bylo odvezeno na jiné zámky nebo vyhozeno, jak dokládá často vyprávěná historka o zámeckém archivu, který skončil ve sběru papíru. Po znárodnění zámek využívaly Československé státní lesy, které si prostory upravily na byty pro zaměstnance. Ti je využívali do začátku 70. let. V roce 1974 byl zámek převeden do majetku místního národního výboru. V této době byl neudržovaný zámek ve velmi špatném stavu, proto byly poslední obyvatelé zámku přestěhováni do bytů v nově vystavěném panelovém sídlišti. Následně byly vybourány vestavěné příčky a snížené stropy, aby se mohlo začít se statickým zajištěním objektu. Odbornou a finanční pomoc zajišťovalo SÚRPMO Praha. Jedním z přizvaných odborníků byl i Dobroslav Líbal, předseda kategorizační komise památek, jehož zhodnocení vedlo k možnosti zažádat o financování Sazku a Sportku. SÚRPMO nechalo v roce 1973 vypracovat i stavebně historický průzkum zámku a hodnotných historických staveb ve městě, který vedla ing. arch. Miroslava Baštová. Na podporu oprav zámku byly pořádány také kulturní akce – vystoupení historického šermu nebo Rožmitálské hudební léto (1975). Během této rekonstrukce se podařilo staticky zajistit Gryspekovský palác a věž, odstranit původní vestavbu a upravit zanedbanou zahradu. Záměr na využití zámku schválil ředitel Národní Galerie Jiří Kotalík. Tehdy bylo v plánu v prostorách zámku vybudovat síň Jakuba Jana Ryby, expozici regionální historie a měla sem být převezena expozice 19. století z depozitáře v zámku Nelahozeves. Na přelomu 70. a 80. let byly také vybourány veškeré přístavby bývalého pivovaru z 19. století a další mladší hospodářské stavby. Novým záměrem pro využití zámku bylo vybudování muzea hraček a počítalo se i s přesunem dosavadních sbírek z Brdského památníku, společně se zřízením nové expozice Rožmitálska ze sbírek Národního muzea v Praze a Okresního muzea v Příbrami. Tento záměr byl schválen v roce 1987 a počítalo, že první část muzea bude otevřena v roce 1991. Úplné dokončení rekonstrukce bylo plánováno až na rok 2000, ale všechny plány přerušila sametová revoluce a poté se v nich již nepokračovalo.

### Po roce 1989

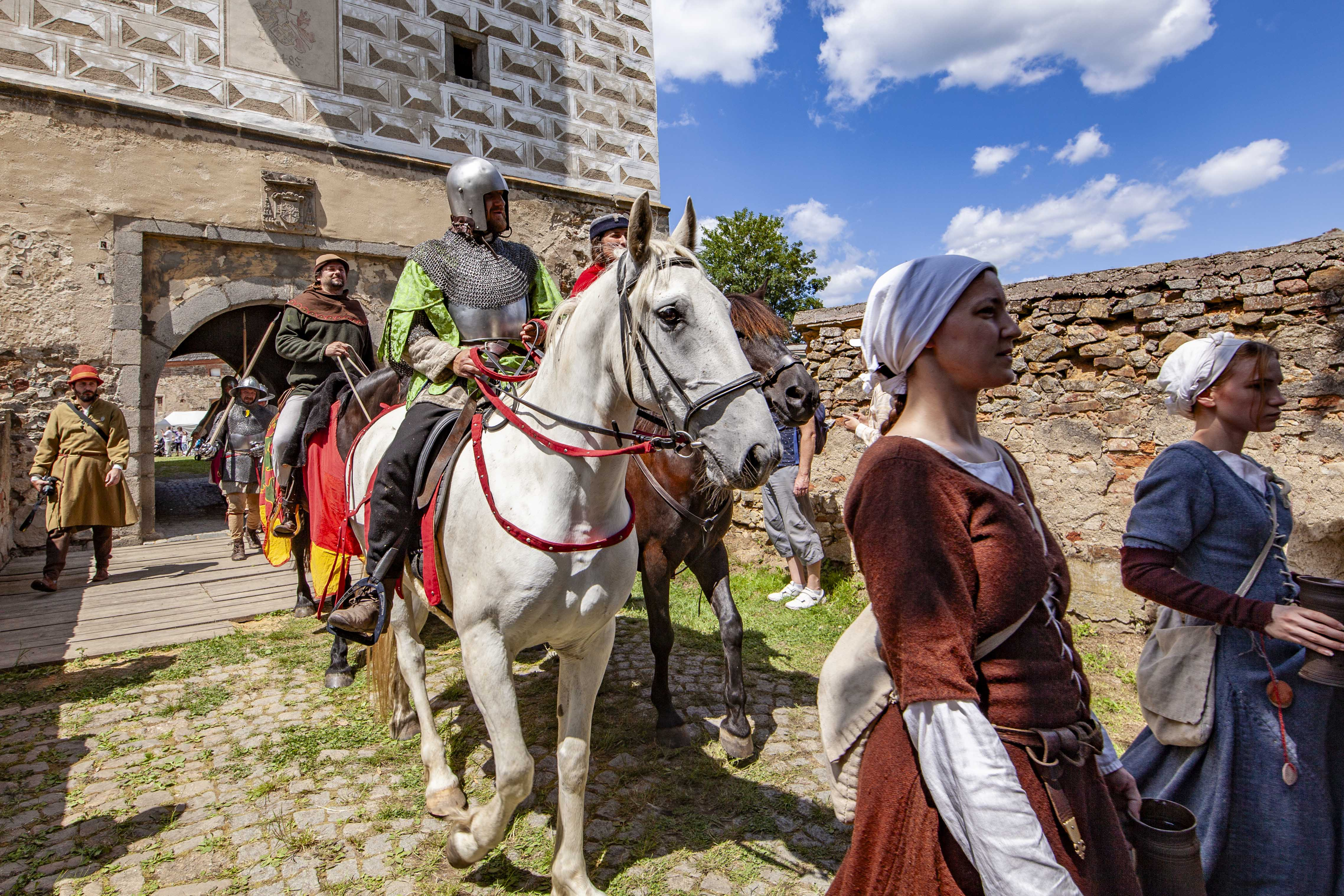
Slavnost královny Johanky (2023)

Po pádu komunistického režimu nebyl jasný záměr jak by město mohlo zámek využívat. Rekonstrukce zámku nebyla dokončena a město na ní nemělo dostatečné finance. Vedení města v únoru 1990 nabídlo pražskému arcibiskupství, že zámek převede zpět do jeho majetku, ale arcibiskupství tuto nabídku nepřijalo. Vedoucí kulturního střediska Jindřich Hásek, také zaslal dopis organizaci UNESCO s otázkou jak zámek využít. V roce 1990 se objevilo několik soukromých zájemců i ze zahraničí, ale město se k prodeji neuchýlilo. V polovině 90. let město Rožmitál opět pokračovalo v opravách za finanční podpory Ministerstva kultury. Stále však nebyla jasná otázka vlastnictví zámku ani jeho využití. V roce 1998 byl zámek znovu nabídnut pražskému arcibiskupství v rámci převodu dalšího nemovitého majetku v Rožmitále. Na tuto dohodu Arcibiskupství pražské přistoupilo, neboť mělo možného investora, s nímž již dříve Arcibiskupství pražské spolupracovalo na opravách domů v Praze. Nový investor pokračoval na zámku ve statickém zajištění a dokončil rekonstrukci domku správce, ale všechny práce utichly již v roce 2006.
Dne 9. června 2013 se kvůli poškození od vandalů zřítila střecha a stropy stodoly u zámku, jejíž ruiny nechalo město kvůli bezpečnosti strhnout. Dne 23. října 2014 se zřítila část střechy v nejstarší části zámku, pozdějším pivovaru.

### Spolek

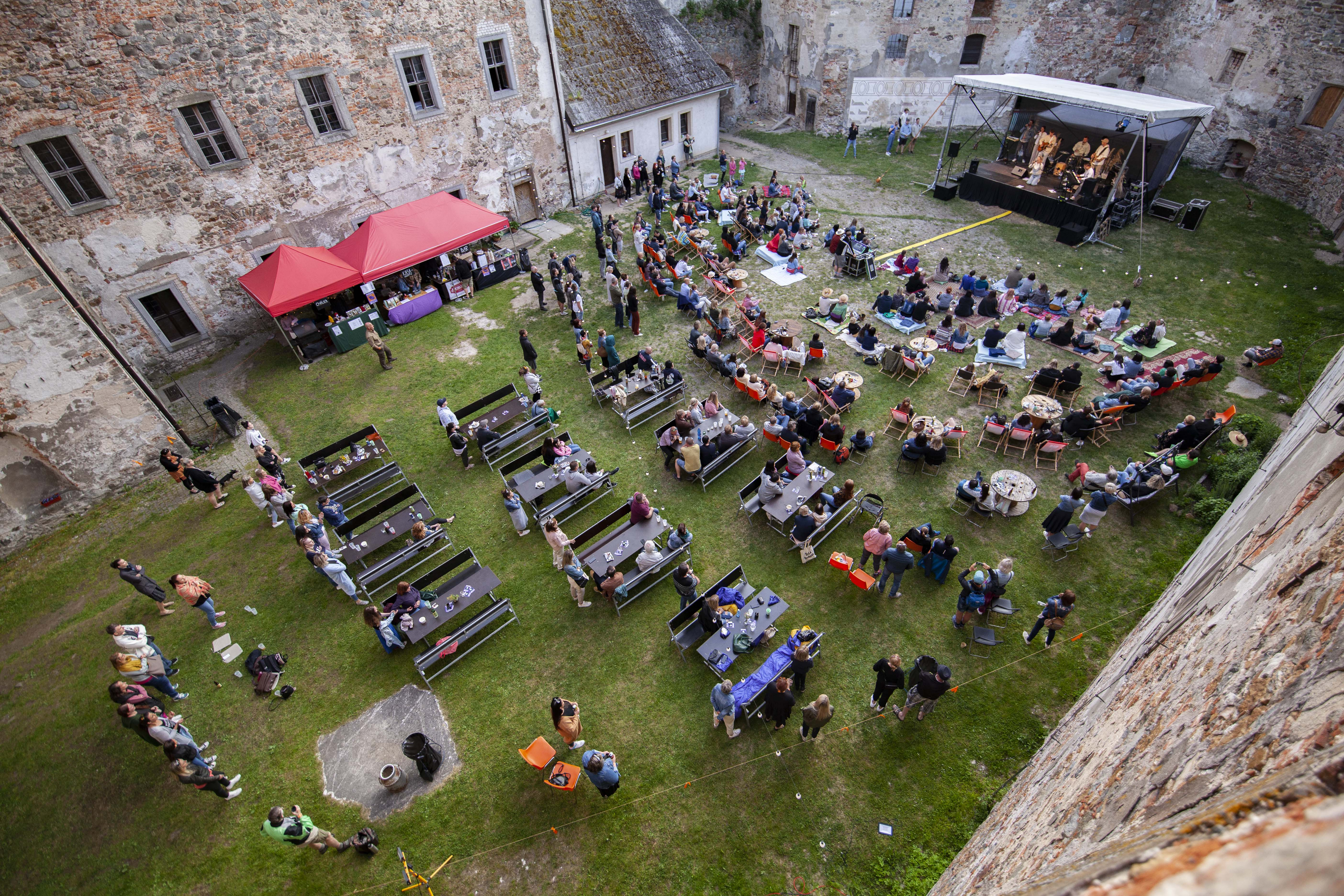
Koncert Barbory Polákové na nádvoří (2023)

V roce 2017 majitelům poslala dopis Občanská iniciativa za záchranu rožmitálského zámku. Tuto iniciativu podpořila i dobročinná organizace za záchranu památek Czech National Trust. S jejím zaštítěním v roce 2019 vznikl spolek Rožmitálský zámek, který si vzal za cíl zámek zpřístupnit veřejnosti a zapojit do komunitního života. S pomocí dobrovolníků i města byly odstraněny náletové dřeviny a skládky odpadu. Byly provedeny i některé nutné opravy a dosazen nový správce. Zámek se po letech poprvé otevřel veřejnosti v 22. prosince 2018. Se souhlasem majitelů byl zámek také poprvé otevřen během tradiční Slavnosti královny Johanky v roce 2019. Od roku 2018 byl zámek nabízen k prodeji, ale nenašel se žádný zájemce, který by měl konkrétní návrh jak zámek využít.
Od roku 2019 zámek spravuje dobrovolný spolek Rožmitálský zámek, který zámek zpřístupňuje během letní sezóny veřejnosti a pořádá různé kulturní akce včetně dobrovolných brigád nebo letního kina na nádvoří. V roce 2021 na zámku proběhl první ročník festivalu Repete Fest, který uspořádal spolek ODD SPOT. Spolek na zámku realizuje menší opravy financované z příspěvků návštěvníků, sponzorů a dotací. V roce 2021 byla osazena nová vrata hlavní brány. V letech 2023 a 2024 byla vyměněna část střešní krytiny na Starém a Malém paláci za pomoci grantu. V roce 2023 zámek využitli také filmaři pro natáčení filmu Nosferatu.

## Přístup
Od července 2019 je zámek pravidelně otevřen každou sobotu od května do září, kdy je možné se během komentované prohlídky podívat do zámku a na věž. Dále je možný přístup během kulturních a společenských akcí v průběhu roku.

## Stavební podoba

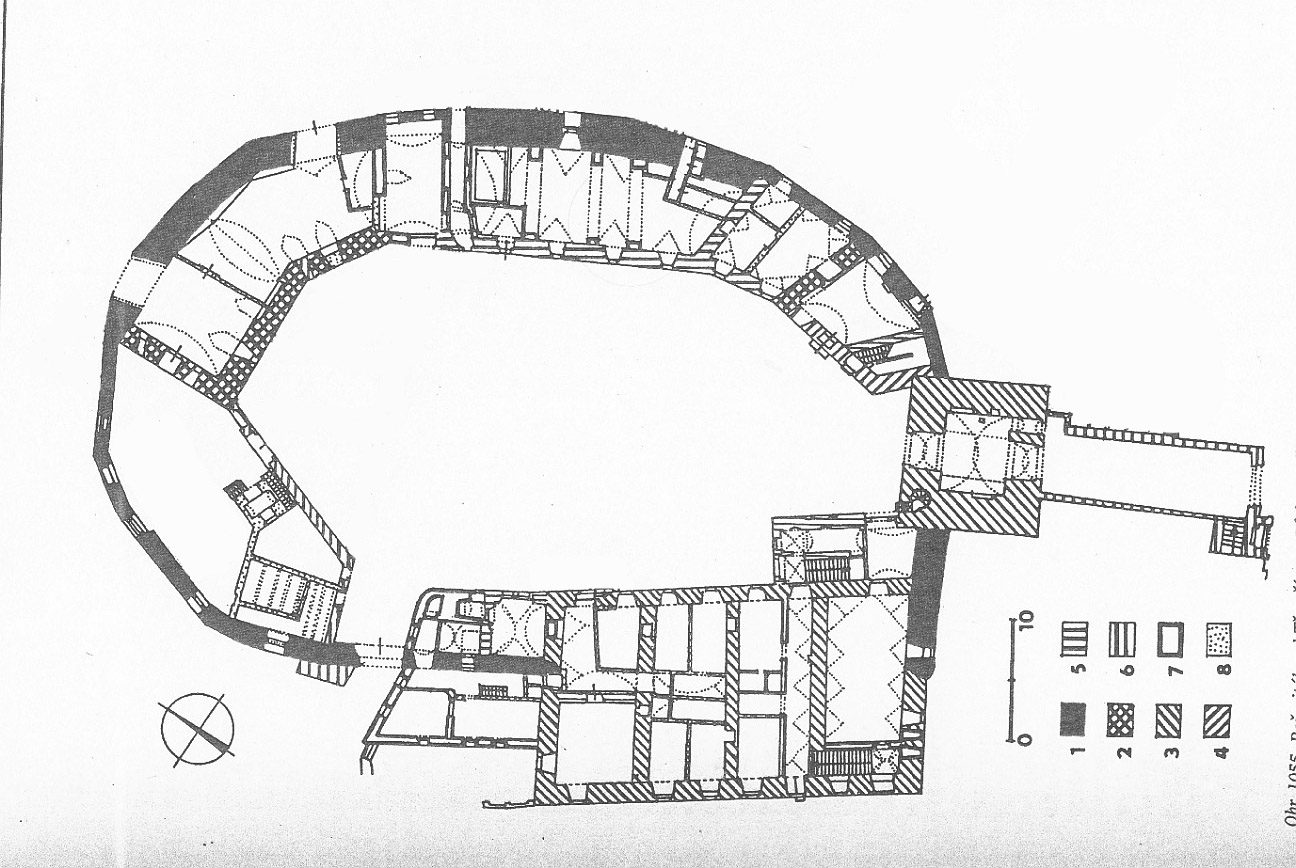
Půdorys zámku Rožmitál (stav po roce 2019)

Hrad byl založen v blatném terénu, a v jeho obraně hrála významnou roli voda. Z nejstarší stavební fáze se ve zdivu zámku dochovala obvodová hradba, která vymezovala přibližně oválný areál. Jediné nároží v hradbě se nacházelo na jihozápadní straně, kde mohla stát nějaká blíže neznámá stavba. Ze třináctého století mohou pocházet některé části zdiva ve východním křídle. Během pozdně gotické přestavby byla postavena velká věž a nejspíše za Zdeňka Lva z Rožmitálu také o něco mladší velký čtyřprostorový palác, kvůli kterému byla zbořena část obvodové hradby. Ve stejné době byla věž doplněna o arkýře. Podle historických popisů a vyobrazení byl hrad během pozdní gotiky opevněn valy a hradbou s okrouhlými baštami nebo věžemi.
Dochovaný zámek je trojkřídlá dvoupatrová budova postavená kolem asymetrického nádvoří. Na fasádách se dochovaly stopy rustikové omítky a na věži psaníčková sgrafita a rozvilinové rámy oken ze sedmdesátých let 16. století. Původní podoba hradu, než jej přestavěl Florián Gryspek je údajně vyobrazena v Zelené světnici na zámku Blatná. Není však jasné zda vyobrazení na nástěnné malbě zobrazuje skutečnou podobu hradu.

## Zámecký pivovar Rožmitál

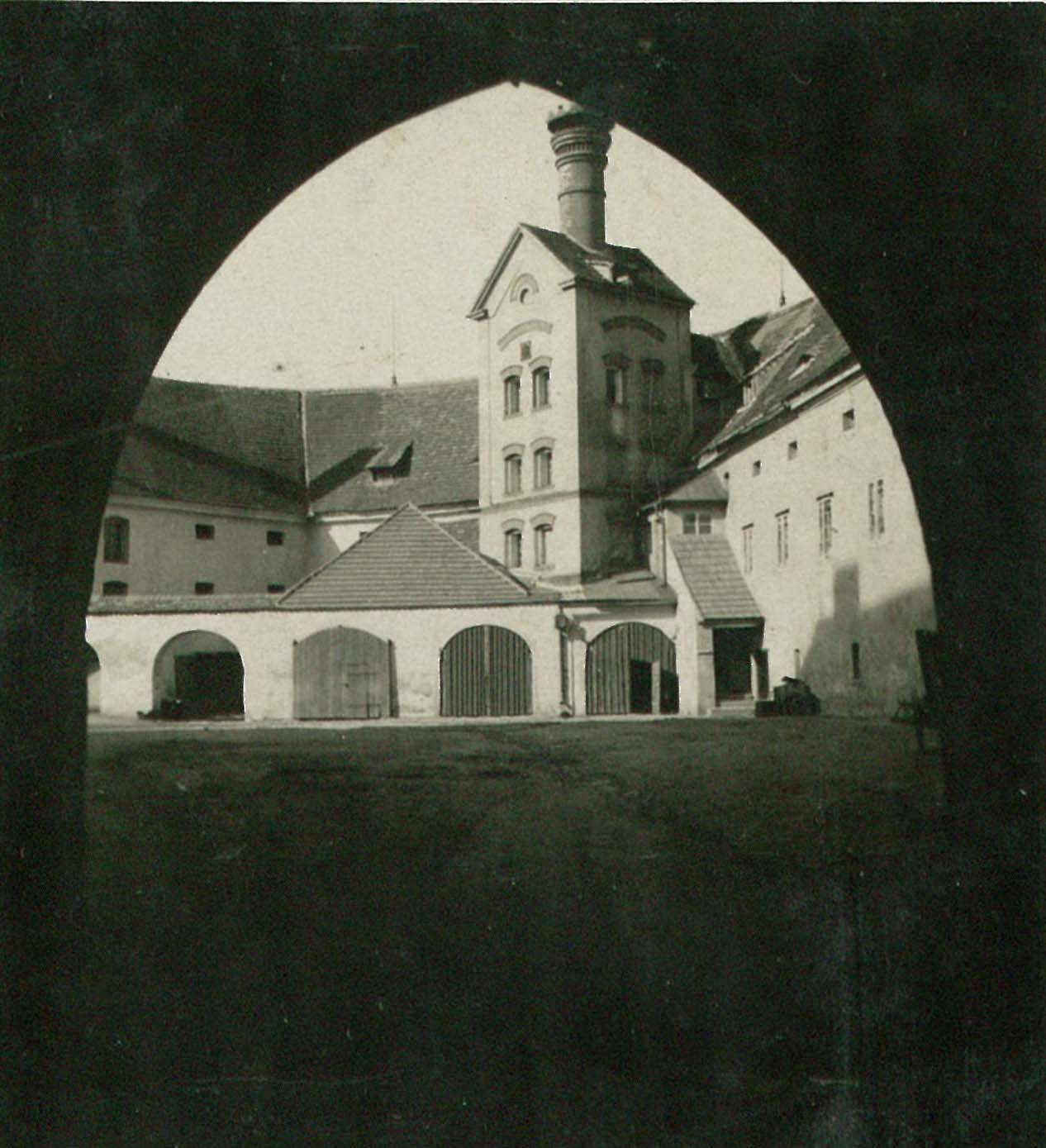
Zámecký pivovar (zbořen v roce 1979)

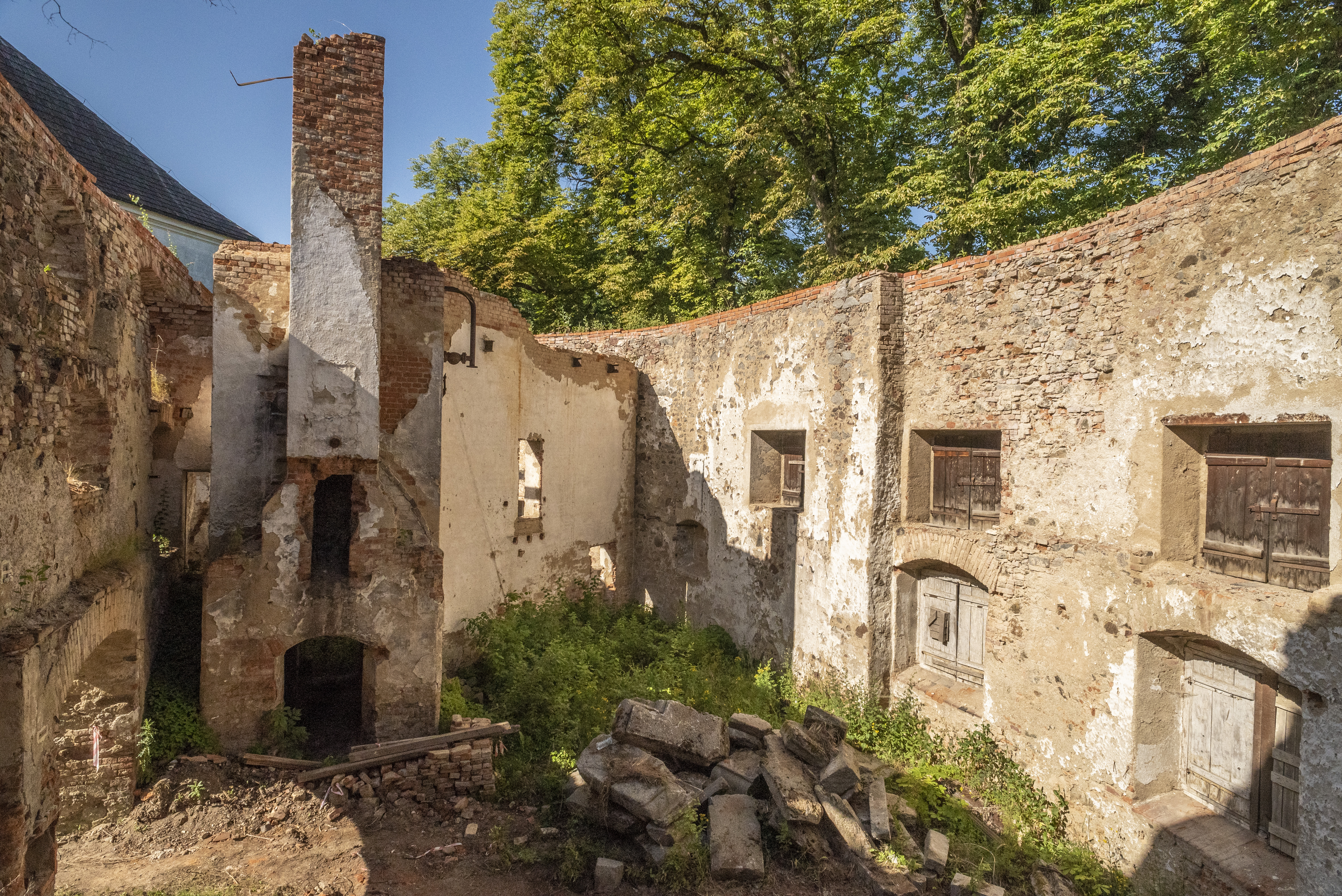
Pozůstatek zámeckého pivovaru (2019)

Pivovar na zámku založil Florián Gryspek ve druhé polovině 16. století. Vrchnostenské pivo se čepovalo v Panském domě, na radnici a na předměstí byl šenkovní dům již roku 1565. Pivovar byl postupně rozšiřován a to především po druhé polovině 19. století, kdy byly přistavěny další sklepy a hvozd. Veškeré příslušenství zahrnovalo – sladovnu, hvozd, obročnice k uchování obilí, spilku pro stáčení piva a sklep pro ukládání ledu. Na zámku byl i byt sládka. Již roku 1740 se na rožmitálském panství obhospodařovaly tři rozsáhlé chmelnice. Pivovar se pronajímal nájemcům s nimiž se uzavírala smlouva na šest let. Do smlouvy byla zahrnuta i bečvárna s bytem bečváře (nacházela se na konci zámecké zahrady) a právo pálit pálenku. Nájemní činže např. v roce 1883 činila 1000 zlatých a 400 zlatých se dávalo do všeobecného důchodu a na údržbu. Prvním nájemcem byl v letech 1882–1901 Hynek Polák. Po něm si pivovar pronajal Aurel Bernkopf, který byl i sládkem. Během jeho působení se zřídila nová šalanda, kde se stravovala pivovarská chasa a zřídil se nový chladicí box. Posledním nájemcem se stal v roce 1926 Jindřich Neumann, jehož nájemní smlouva skončila 31. prosince 1947. V roce 1750 se v pivovaru vyprodukovalo 656 sudů piva. V 80. letech 19. století se vyprodukovalo 4000–5000 hektolitrů piva. Průměrně se vařily dvě várky týdně – v zimě jedna a v létě tři, přičemž jedna várka činila 28 sudů piva. V roce 1936 se vyprodukovalo jen 2600 hektolitrů piva a produkce měla nadále sestupnou tendenci. Během druhé světové války v roce 1942 Ministerstvo hospodářství a práce z důvodu koncentrace průmyslu, zastavilo provoz na dobu neurčitou k 1. červenci. V roce 1945 požadovalo uvedení do provozu. Dočkalo se ovšem záporné odpovědi od Svazu pro chmel, slad a pivo, zdůvodněnou nedostatkem surovin. Pivovar svou činnost již neobnovil. Veškeré zařízení pivovaru bylo v roce 1947 oceněno a v následujícím roce prodáno pro pivovar v Nitře na Slovensku. Hvozd pivovaru byl zbourán v roce 1979. Dne 23. října 2014 se zřítila střecha hlavní budovy pivovaru. Zachovalo se humno s původní kádí a ležácké sklepy.

## Pověsti
Podle pověsti vede ze zámku tajná podzemní chodba až na vrch Třemšín, což se často přisuzovalo propadlině do štoly nacházející se za průjezdem pod věží, která dříve sloužila k odvodnění nádvoří.

## Zámek v kultuře
- Rudolf Hofmeister ve své knize Uštvaný génius a jiné příběhy vydal několik povídek založených na skutečných historických záznamech, ve kterých figuroval rožmitálský zámek a jeho obyvatelé.[36]
- Zámek se objevuje na malbách a ilustracích od autorů jako jsou Jan Čáka, Miroslav Hásek, Svatopluk Janke, Vladislav Hřímalý a Karel Liebscher.
- Záběry z exteriérů zámku se objevily v televizním filmu Noc pastýřů (1992) o životě Jakuba Jana Ryby.[37]
- Interiéry zámku a zámecká zahrada se objevily ve filmu Roh Gondoru (2020).[38]
- Jako hlavní lokace ve videoklipu ke skladbě Equilibristic Brides kapely Dirty Rudolph and his Inglorious Rock'n'Roll Mates (2020).[39]
- Jako Grünewald Manor ve filmu Nosferatu (2024) režiséra Roberta Eggerse.[26]